# 万秀区
万秀区是中国广西壮族自治区梧州市所辖的一个市辖区。总面积为406.92平方公里，平均海拔24米，區人民政府駐城南街道。
2013年与蝶山区合并为新的万秀区（不含旺甫镇）。

## 行政区划
万秀区下辖5个街道办事处、3个镇：
城南街道、城北街道、角嘴街道、东兴街道、富民街道、城东镇、龙湖镇和夏郢镇。

## 人口
根據第七次人口普查數據，截至2020年11月1日零時，萬秀區常住人口為271989人。

## 交通

### 公路
- 梧州绕城高速、 207国道、 321国道

## 风景名胜
- 中山纪念堂
- 梧州近代建筑群